# Flytande och kristalliserad intelligens
Flytande och kristalliserad intelligens (förkortade som gF och gC) är de två huvudfaktorerna av den generella intelligensfaktorn och utvecklades ursprungligen av Raymond Cattell. 
Flytande intelligens är förmågan att finna förnuft i förvirring och att lösa nya problem. Det är förmågan att dra slutsatser och förstå förhållanden mellan olika begrepp, oberoende av tillägnad kunskap. 
Kristalliserad intelligens är förmågan att använda färdigheter, kunskap och erfarenheter för att lösa problem. Denna ska inte räknas till minne eller kunskap, men beror dock på förmågan att ta fram lagrad information ur långtidsminnet. Termerna är något missledande därför att den ena i själva verket inte är en "kristalliserad" form av den andra. De anses snarare vara separata neurologiska och mentala system eller funktioner.
Flytande och kristalliserad intelligens korrelerar med varandra, och de flesta IQ-tester försöker att mäta båda formerna. Wechsler Adult Intelligence Scale (WAIS) mäter exempelvis flytande intelligens med "performance"-skalan och kristalliserad intelligens med den verbala skalan. Den översiktliga IQ-poängen baseras på kombinationen av erhållna poängresultat från båda dessa skalor.

## Teoretisk utveckling
Flytande och kristalliserad intelligens är två åtskiljda faktorer av den generella intelligensfaktorn, eller g. Trots att dessa två begrepp ursprungligen identifierades av Cattell så framfördes åtskillnaden mycket tidigare av Charles Spearman, som ursprungligen identifierade teorin om g-faktorn, där han gjorde en liknande observation beträffande skillnaderna mellan härledande (flytande) och reproduktiv (kristalliserad) förmåga.
Enligt Cattell, "...det är uppenbart att dessa två krafter... har den 'flytande' egenskapen att kunna riktas mot nästan vilket problem som helst. I jämförelse så tilldelas den andra i specifika områden av kristalliserade färdigheter som kan användas individuellt utan att påverka den andra." Därav påstod han att båda formerna, eller faktorerna, verkade oberoende av den andra trots det faktum att ett flertal författare har noterat ett uppenbart integrerat beroende mellan dessa intelligensfaktorer.

### Flytande kontra kristalliserad
Flytande intelligens inkluderar färdigheter som problemlösning, inlärning och igenkännande av mönster. Som ett bevis på dess kontinuitet så föreslår Cattell att de förmågor som kännetecknar gF sällan påverkas vid hjärnskador. Intelligenstester som Cattell Culture Fair IQ Test, Ravens matriser och "performance"-skalan i WAIS ger alla ett mått på gF.
Kristalliserad intelligens är antagligen mer benägen till att förändras med tiden då denna beror på specifika, tillägnade kunskaper. Ett barn som exempelvis nyligen lärt sig att räkna upp Amerikas femtio delstater har precis erhållit en ny del av kristalliserad intelligens; men hans eller hennes generella förmåga att lära sig och att förstå (gF) har däremot inte förändrats. Ett exempel på den kristalliserade intelligensens flexibilitet, eller dess förmåga att kunna granskas, kan observeras i barns tro på jultomten. Ett fem år gammalt barn kanske tror att tomten bor på Nordpolen. Men senare när barnet är åtta år gammal så har han lärt att det inte finns någon tomte. Hans tro på att jultomten bor på Nordpolen blev därför "invaliderad" i takt med att ny kunskap erhölls, alltså att det inte finns någon tomte. Den primära kunskapen blev granskad för kunna anpassa sig till den nya inlärningen. Ordförrådstest och de verbala testbatterierna i WAIS anses ge bra mått på gC.
Inte förvånansvärt så tenderar därför individer med en hög förmåga till gF att tillägna sig mer, och även mycket snabbare, kristalliserad kunskap, dvs. förmåga till gC. Detta kallas ibland för investering. Forskare har upptäckt att brottslingar vanligtvis har en låg nivå av kristalliserad intelligens. Detta kan bero på att dessa människor investerar sina förmågor kring färdigheter som inte mäts av IQ-tester.

### Faktorernas struktur
Flytande intelligens korrelerar vanligtvis med mått på abstrakt resonerande och pusselläggning. Kristalliserad intelligens korrelerar med förmågor som erhålls från kunskap och erfarenheter som ordförråd, generell information och analogier. Paul Kline identifierade ett antal faktorer som hade en korrelation med gF och gC på åtminstone r=.60. Faktorer med medianvärden högre än 0.6 på gF inkluderade färdigheter som härledande förmåga, visualisering, kvantitativt resonemang och flytande påhitt av idéer. Faktorer med medianvärden högre än 0.6 på gC inkluderade färdigheter som verbal förmåga, språkutveckling, läsförståelse, sekvensresonemang och generell information. Det vore kanske rimligt att anta att intelligenstester inte kan reflektera individers nivåer av flytande intelligens alldeles uppriktigt. En del författare har föreslagit att om testpersonen inte är genuint intresserad av problemen som presenteras i ett intelligenstest, så kanske individen inte använder all den kognitiva ansträngning som krävs för att lösa uppgifterna, helt enkelt på grund av testpersonens stora brist på intresse inför dessa. Dessa författare påstår att låga poäng på tester som mäter flytande intelligens snarare kan reflektera brist på intresse inför uppgifterna än oförmåga till att kunna svara rätt på och slutföra dessa.

## Utveckling och fysiologi
Precis som med reaktionstid så ligger flytande intelligens på sin topp i de unga vuxenåren men börjar sedan sjunka gradvis vid högre ålder. Man antar att denna minskning kan vara relaterad till lokal förtvining av lillhjärnans (cerebellums) högra sida. Andra forskare på området har föreslagit att brist på träning av hjärnan, tillsammans med åldersrelaterade förändringar i hjärnan, kan bidra till minskningen av den flytande intelligensen. Kristalliserad intelligens ökar däremot gradvis och förblir relativt stabil under största delen av vuxenåldern, men börjar så småningom sjunka efter 65-årsåldern.
Arbetsminne är nära relaterat till flytande intelligens och har antagits vara orsaken till de individuella skillnaderna hos olika personers nivå av gF. Nya forskningsrön föreslår dessutom att kognitiva övningar kan förlänga korttidsminnet och även förbättra en individs gF. Preliminära experiment visade att friska, unga vuxna som gjorde krävande kognitiva övningar med uppgifter som framförallt involverar korttidsminne, ungefär 25 minuter per dag mellan 8 och 19 dagar, statistisk sett hade signifikant bättre resultat i matristester (se Ravens matriser) för testning av flytande intelligens, som tagits före och efter träningen, i jämförelse med kontrollgruppen som inte gjorde några kognitiva övningar alls. Nu återstår det att se om resultaten hos de förstnämnda kontrollgrupperna även förbättras i andra typer av test avsedda för testning av flytande intelligens, och om så är fallet, huruvida mätning av flytande intelligens efter träning bibehåller sin korrelation med utbildnings- och yrkesmässiga prestationer, eller om den flytande intelligensens förmåga att förutsäga prestationer på andra uppgifter ändras. Det är även oklart huruvida träningen är varaktig i längden eller om resultaten av den kognitiva träningen försvinner med tiden.
Enligt David Geary så kan gF och gC spåras till två separata områden i hjärnan. Flytande intelligens involverar den så kallade "dorsolateral prefrontal cortex", "anterior cingulate cortex" och andra system som är relaterade till uppmärksamhet och korttidsminne. Kristalliserad intelligens framstår vara en funktion av områden i hjärnan som involverar förvaring och framtagande av långtidsminnen, alltså områden som hippocampus.

## Exempel på gF och gC
Här nedan följer några exempel på gC. Förmågor som beror på kunskap och erfarenhet, dvs. gC, inkluderar:
- Ordförråd
- Generell information, dvs. allmänbildning.
- Att verbalt kunna förklara likheter och skillnader mellan olika föremål m.m.

Här nedan följer några exempel på gF, som i grunden innefattar abstrakt tänkande. Exempel på gF inkluderar:
- Pusselläggning
- Att kunna klassificera figurer och symboler inom olika kategorier (kategorisering).
- Att kunna ställa om sin problemlösningsstrategi till att kunna lösa nya problem.